# Eupithecia dryinombra
Eupithecia dryinombra är en fjärilsart som beskrevs av Edward Meyrick 1899. Eupithecia dryinombra ingår i släktet Eupithecia och familjen mätare. Inga underarter finns listade i Catalogue of Life.